# Alexeï Arbouzov
Pour les articles homonymes, voir Arbouzov.
Alexeï Nikolaïevitch Arbouzov (en russe : Алексей Николаевич Арбузов), né le 13 mai 1908 (26 mai dans le calendrier grégorien) à Moscou et mort le 20 avril 1986 dans la même ville, est un dramaturge russe et soviétique.
Sa renommée provient de son drame Une histoire d'Irkoutsk (1959) qui franchit les frontières de l'URSS. C'est une œuvre qui met en scène des simples sentiments humains mais elle a suscité des discussions nombreuses et obtenu un réel succès.
Le théâtre soviétique a tenté, après la Grande Guerre patriotique contre l'Allemagne, de constituer un répertoire original en dehors des thèmes obligatoires destinés à répondre aux exigences du réalisme soviétique. Ce théâtre a occupé une place fort importante comme instrument de formation politique  et sociale. Arbouzov est un des nouveaux auteurs dramatiques qui sont apparus à cette époque en URSS.

## Biographie
Fils d'un drogman de l'ambassade russe à Constantinople Nikolaï Kirovitch Arbouzov, descendant du décembriste Anton Arbouzov (ru), Alexeï Arbouzov a des origines grecques du côté de sa mère, Nadejda Vladimirovna de Mandraji, issue de la petite noblesse. En 1914, la famille s'installe à Saint-Pétersbourg, mais bientôt le père abandonne le foyer et la mère tombe gravement malade.
Peu après la révolution russe, dans le contexte marqué par le chaos et la famine, Alexeï, devenu orphelin, entame une vie d'errance avant d'être recueilli dans une colonie pour enfants. Il y assiste à la représentation des Brigands de Schiller joué par la troupe du Grand Théâtre léningradois qui sera pour lui une sorte d'initiation à l'univers du spectacle. Il commence à faire de la figuration au théâtre Mariinsky à l'âge de quatorze ans, puis, deux ans plus tard devient élève de Pavel Heidebourov (ru) qui l'engage ensuite dans sa troupe. Au printemps 1928, avec quelques autres jeunes acteurs il décide de monter sa propre compagnie et bientôt signe ses premières œuvres en tant que dramaturge : Une classe (Класс, 1930),  Idylle (Идиллия), Troisième Yann (Третий Ян), Le long chemin (Дальняя дорога).
En 1939, avec le metteur en scène Valentin Ploutchek, li fonde un studio de théâtre à Moscou, appelé Studio Arbouzov.
La première pièce vraiment réussie par Alexeï Arbouzov fut Tania, écrite en 1939 et la même année mise en scène par Andreï Lobanov au Théâtre de la Révolution, avec Maria Babanova dans le rôle-titre.
Les pièces d'Alexeï Arbouzov ont été mises en scène dans de nombreux pays du monde. En URSS, son Histoire d'Irkoutsk a été jouée plus de neuf mille fois seulement en 1960-1961. Beaucoup d'expériences d'Arbouzov dans le domaine de la forme témoignent de l'influence de Tennessee Williams et John Osborne.
Il reçoit le Prix d’État de l'URSS en 1980.
Alexeï Arbouzov meurt le 20 avril 1986. Il a été enterré à Moscou au cimetière de Kountsevo.